# Martina Wessel-Therhorn

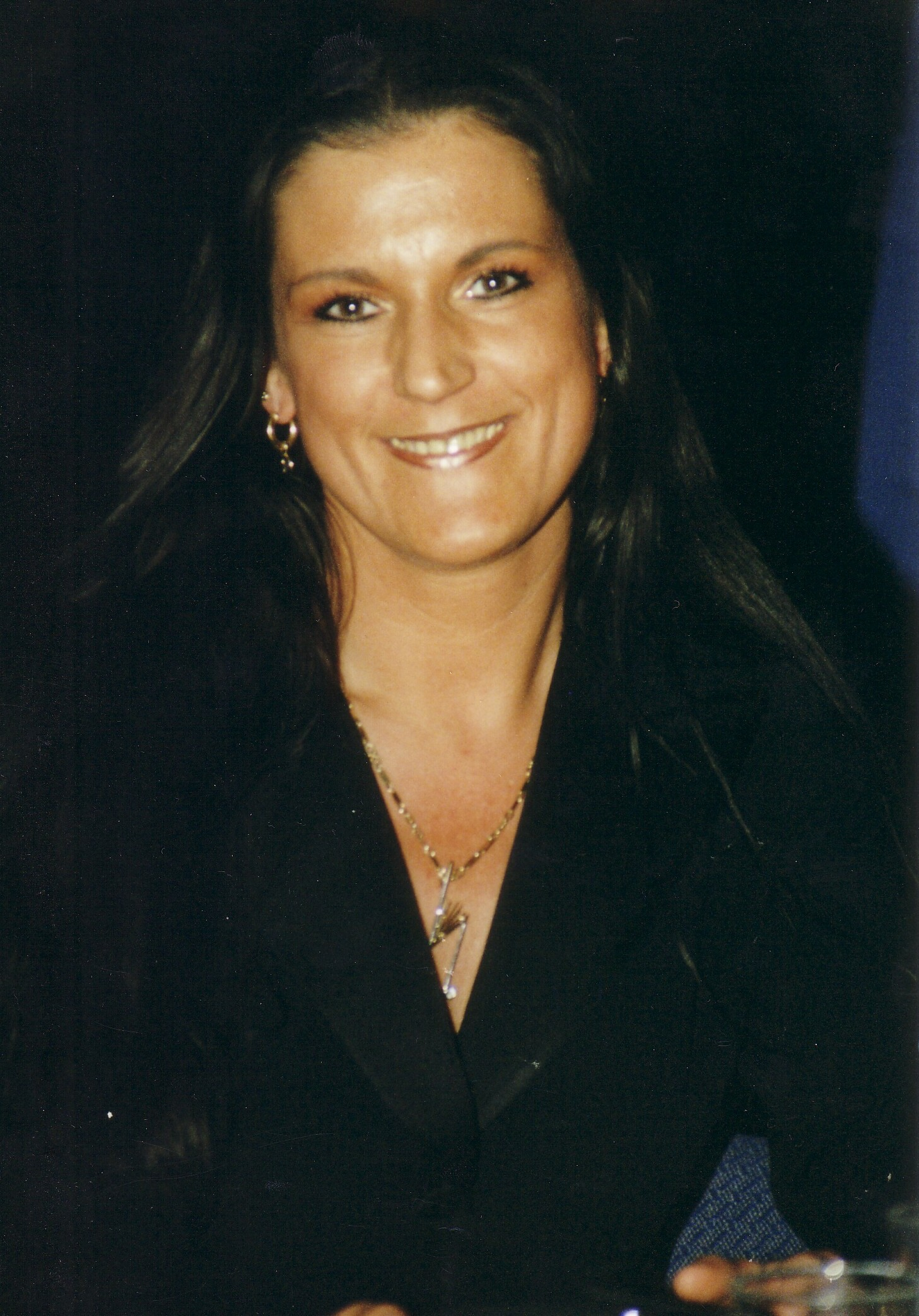
Martina Wessel-Therhorn

Martina Wessel-Therhorn (* 11. Oktober 1962 als Martina Gruber in Münster; † 7. Februar 2022 in Neuss) war eine deutsche Tänzerin und Tanzsporttrainerin.

## Leben
Martina Wessel-Therhorn wurde am 11. Oktober 1962 in Münster als jüngstes von 3 Kindern geboren. Der Vater war selbstständiger Rechtsanwalt und Notar, die Mutter selbstständige Kartographin.
Sie begann im Alter von elf Jahren mit dem Tanzsport bei ihrem Münsteraner Heimatclub Die Residenz Münster e.V., der sie später zum Ehrenmitglied ernannte und für den sie auch als internationale Wertungsrichterin tätig war. Als gelernte Rechtsanwalt- und Notargehilfin war sie mehrfache Welt- und Europameisterin der Amateure in den Standardtänzen und in der Kombination (10 Tänze).  Sie gewann siebenmal die Deutsche Meisterschaft in den Standardtänzen. Martina Wessel-Therhorn wurde 1987 vom Bundesminister des Innern Friedrich Zimmermann für ihre sportlichen Leistungen mit dem Silbernen Lorbeerblatt geehrt. Sie wurde zusammen mit ihrem damaligen Mann Oliver Wessel-Therhorn vom Sportbund der Stadt Münster beim Ball des Sports 1983 als Sportler des Jahres ausgezeichnet.
Bei den Tanzsporteuropameisterschaften der Amateure wurde sie in den Jahren 1986 und 1987 in Norwegen und Jugoslawien zweimal Europameisterin. In denselben Jahren wurde das Paar zugleich zweimal Weltmeister bei den Tanzsportweltmeisterschaften in Dänemark und Finnland. In den Niederlanden gewannen die beiden 1986 den Titel bei der Tanzsportweltmeisterschaft (über zehn Tänze).
Als Berufstänzerin fand sie mit Siegen beim World Cup, den German Open sowie drei Titeln bei den Deutschen Meisterschaften Beachtung.
In ihrer Heimatstadt war sie bei der Residenz sowie der Turngemeinde Münster aktiv. Anfang der 1990er Jahre zog Wessel-Therhorn ins Rheinland. Seit 1996 lebte Martina Wessel-Therhorn in Neuss, war seit 1998 verheiratet mit Kai Falbe. 1999 gründete und betrieb sie in Neuss ihr eigenes Tanzstudio, in dem sie nationale und internationale Paare im Standardbereich trainierte.
2007 adoptierte das Ehepaar einen Sohn aus St. Petersburg.
Im Jahr 2009 erfolgte die Ernennung zur Verbandstrainerin. Ihr früherer Ehemann, Oliver Wessel-Therhorn, war seit 2001 Bundestrainer des Deutschen Tanzsport Verbandes und betreute die Kaderpaare des Deutschen Tanzsport Verbandes. Nach seinem Tod im November 2010 folgte im Jahr 2011 für Martina Wessel-Therhorn die Berufung zur Bundestrainerin für den Standardbereich.
Vom Deutschen Tanzsportverband wurde ihr 2016 für ihre erfolgreiche Tätigkeit der DTV-Award und 2020 die Trainerehrennadel verliehen.

## Erfolge (Auswahl)

### Amateurbereich
- 4× Deutsche Meisterin in den Standardtänzen
- 2× Deutsche Meisterin über 10 Tänze
- 2× Europameisterin in den Standardtänzen
- 3× Vize-Europameisterin in den Standardtänzen
- 2× Weltmeisterin in den Standardtänzen
- 1× Weltmeisterin über 10 Tänze
- 1× Weltmeister in den Standardformationen
- Gewinnerin der British Open in Blackpool

### Professionalbereich
- 3× Deutsche Meisterin in den Standardtänzen
- 1× Deutsche Meisterin über 10 Tänze
- 4× Gewinnerin der German Open in Mannheim
- 2× Vize-Europameisterin in den Standardtänzen
- Bronzemedaille in der Weltmeisterschaft in den Standardtänzen
- Gewinnerin der Super World Cups in den Standardtänzen

Quelle: